# فيرا بريتن
فيرا ماري بريتن (بالإنجليزية: Vera Brittain)‏ (ولدت في 29 ديسمبر عام 1893 وتوفيت في 29 مارس عام 1970). كانت ممرضة في كتيبة الإغاثة الطوعية وكاتبة ونسوية واشتراكية ومناهضة للعنف. تروي أشهر مذكراتها «وصية الشباب» عام 1933 التجارب التي خاضتها خلال الحرب العالمية الأولى وبداية رحلتها على طريق السلمية.

## حياتها وعملها
ولدت بريتن في بلدة نيوكاسل أندر لايم، ابنةً لصانع ورق ثري يدعى توماس آرثر بريتن (1864 - 1935) وزوجته إديث بيرفون بريتن (1868 - 1935)، التي امتلكت مصانع ورق في كل من هانلي وتشيدلتون.
عندما كان عمرها 18 شهرًا، انتقلت عائلتها إلى ماكليسفيلد، تشيشير، وعندما أصبحت في الحادية عشر من عمرها، انتقلت العائلة مرة أخرى؛ إلى مدينة مدينة الحمامات بوكستن في ديربيشاير. كان أخوها إدوارد هو رفيقها الأقرب. التحقت منذ عمر الثالثة عشر بمدرسة سانت مونيكا الداخلية في كينغسوود، ساري والتي عملت عمتها ناظرة فيها.
متغلبةً على معارضة والدها المبدأية، قرأت الأدب الإنجليزي في كلية سومرفيل، أكسفورد، مؤخّرةً الحصول على شهادتها سنةً في صيف عام 1915 للعمل كممرضة في كتيبة الإغاثة الطوعية خلال الحرب العالمية الأولى، مبدأيًّا في بوكستون ولاحقًا في لندن ومالطا وفرنسا. قُتل كل من خطيبها رولاند لايتون وصديقاها المقربان فيكتور ريتشاردسون وجوفري ثورلو في الحرب. وُثّقت رسائلهم بين بعضهم في كتاب رسائل من الجيل الضائع. يتكلم لايتون في إحدى الرسائل عن جيله من المتطوعين في المدارس العامة إذ قال بأنه شعر بالحاجة للعب «دور فاعل» في الحرب.
عائدةً إلى أوكسفورد بعد الحرب لدراسة التاريخ، وجدت بريتن صعوبة في التكيف مع الحياة في إنكلترا بعد الحرب. التقت بوينفريد هولتبي وتطورت بينهما علاقة قوية، طمح كلاهما للظهور في الساحة الأدبية في لندن. استمرت الرابطة بينهما حتى موت هولتبي نتيجة فشل كلوي عام 1935. من الأدباء المعاصرين لها في سومرفيل كان: دوروثي سايرس وهيلدا ستيوارت ريد ومارغريت كينيدي وسيلفيا تومبسون.
في عام 1925، تزوجت بريتن من جورج كاتلين، وهو عالم سياسي (1896 - 1979). كان ابنهما جون بريتن كاتلين (1927 – 1987) والذي قضت معه وقتًا عصيبًا، فنانًا ورسامًا ورجل أعمال ومؤلف السيرة الذاتية رباعية الأسرة، والتي ظهرت عام 1987. ولدت ابنتهما شيرلي ويليامز عام 1930، وشغلت منصب وزيرة العمل، ثم أصبحت أحد رواد الديمقراطيين الليبراليين في المملكة المتحدة، وإحدى أعضاء «عصابة الأربعة» الثائرين على الجناح اليميني من حزب العمل الذين انشقوا لتأسيس الحزب الديمقراطي الاجتماعي.
أثارت أول رواية نشرتها بريتن عام 1923 بعنوان الموج المظلم فضيحة لكونها سخرت من نبلاء أكسفورد. خصوصًا في سومرفيل. في عام 1933، نشرت عملها الذي حظيت بشهرتها من خلاله، وصية الشباب، متبوعًا بوصية الصداقة عام 1940، والذي كان تكريمًا وسيرة ذاتية لصديقتها وينفريد هولتبي، وكتاب وصية التجربة 1957، والذي سردت فيه حياتها الخاصة بين عامي 1925 و1950.كتبت فيرا بريتن من صميم قلبها، استندت في معظم كتبها على تجاربها الخاصة وأناس حقيقيين. في هذا الصدد، كانت روايتها مِلك مُشرّف (1936) سيرةً ذاتية، سردت الصداقة الفاشلة بين بريتن وفيليس بنتلي، ومشاعرها العاطفية تجاه ناشرها الأمريكي جورج بريت الابن، وموت أخيها إدوارد في الحرب على الجبهة الإيطالية عام 1918. نُشرت مذكرات بريتن بين عامي 1913 و1917 في عام 1981 تحت اسم وقائع الشباب. جادل بعض النقاد في اختلاف وصية الشباب عن كتابات بريتن خلال الحرب، مقترحين أنها كانت أكثر سيطرة لدى كتابتها بأثر رجعي.
في عشرينيات القرن الماضي، أصبحت بريتن متحدثة باسم عصبة الأمم، وفي يونيو عام 1936 دُعيت للتحدث ضمن مسيرة للسلام في دورشيستر، حيث شاركت المنصة مع كل من ديك شيبارد وجورج لانسبوري لورنس هوسمان ودونالد سوبر. بعد ذلك، دعاها شيبارد للانضمام إلى اتحاد ضمان السلام. بعد ستة أشهر من التفكير العميق، ردّت بالإيجاب في يناير عام 1937. لاحقًا في ذلك العام، انضمت بريتن إلى جماعة الإنجيليين الرافضين للعنف. ظهرت سلميتها للعيان خلال الحرب العالمية الثانية، عندما بدأت كتابة سلسلة رسائل لمحبي السلام.
كانت سلمية عمليّة بمعنى أنها قدمت مجهودها خلال الحرب بالعمل في خدمة الدفاع المدني ضد الحرائق والسفر ضمن البلد لجمع الأموال لصالح حملة الإغاثة الغذائية لاتحاد ضمان السلام. تعرّضت للذم لتحدثها جهرًا ضد قصف المدن الألمانية في كتيّبها مذبحة القصف عام 1944. في عام 1945، أصدر النازيون قائمة تضم اسم 3000 شخص لاعتقالهم مباشرةً في بريطانيا بعد الاجتياح الألماني، وكانت بريتن من بينهم.
منذ ثلاثينيات القرن الماضي، كانت بريتن مساهمة دائمة في المجلة السلمية أخبار السلام. إلى أن أصبحت في النهاية عضوة ضمن مجلس تحرير الصحيفة، وكتبت بين الخمسينيات والستينيات «مقالات ضد نظام الفصل العنصري والاستعمارية ولصالح نزع السلاح النووي».
في نوفمبر عام 1966، تعرضت بريتن لسقطة في إحدى شوارع لندن غير المضاءة جيدًا بينما كانت في طريقها لإلقاء محاضرة. ألقت المحاضرة، إلا أنها اكتشفت بعدها إصابتها بكسر في يدها اليسرى وكسر الإصبع الصغير في اليد اليمنى. جلبت لها هذه الإصابات ضعفًا جسديًا جعلت عقلها في حالة من الحيرة والانعزال. في ذلك الوقت، أجرت معها قناة البي بي سي لقاءً؛ حيث سؤلت عن ذكرياتها حول رولاند لايتون، فأجابت «من رولاند؟».
لم تتخط بريتن بشكل كامل أبدًا وفاة أخيها الحبيب إدوارد عام 1918. توفيت في ويمبلدون، لندن في 29 مارس عام 1970، عن عمر ناهز 76 عامًا. طلبت في وصيتها أن يُنثر رمادها على قبر أخيها إدوارد في هضبة أسياغو، إيطاليا، «لقرابة خمسين سنة عاش قسم كبير من قلبي في مقبرة تلك القرية الإيطالية»، وكرّمت ابنتها طلبها ذاك في سبتمبر عام 1970.

## معرض صور

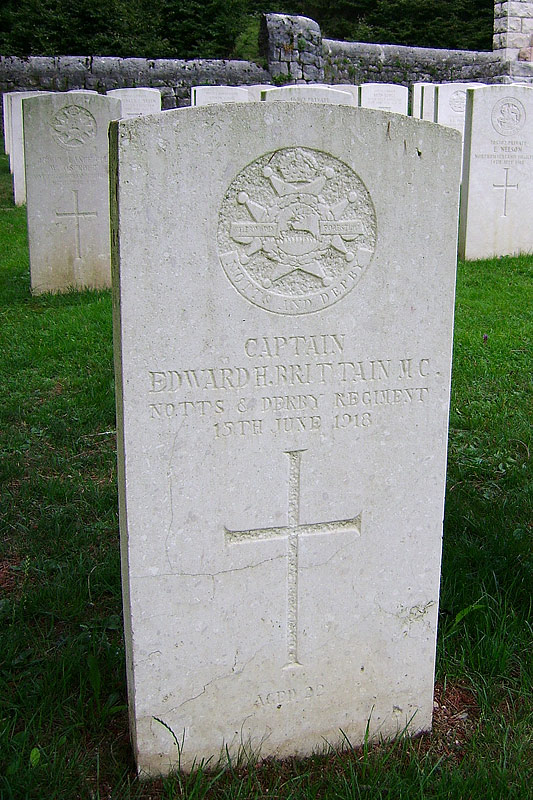
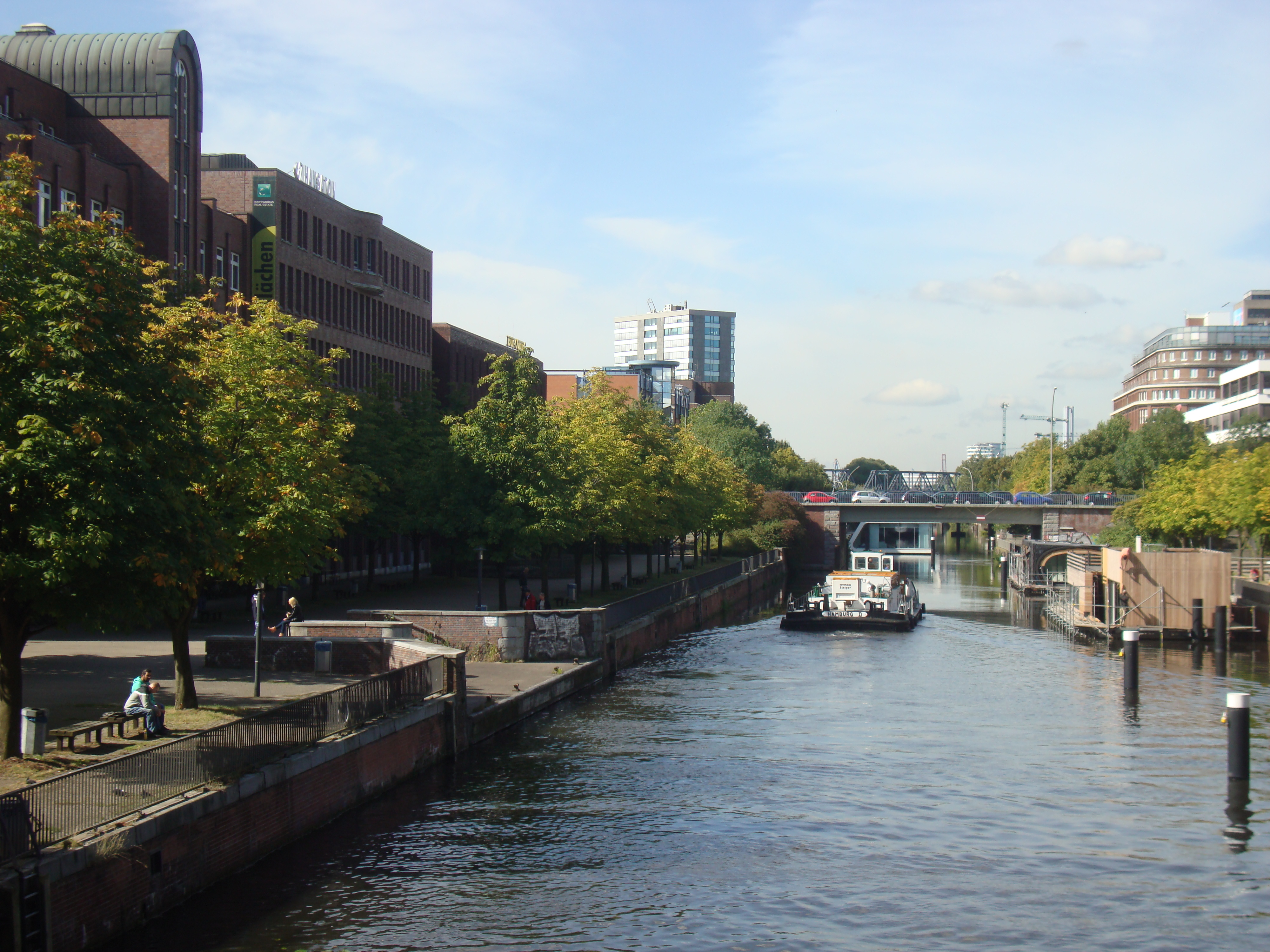
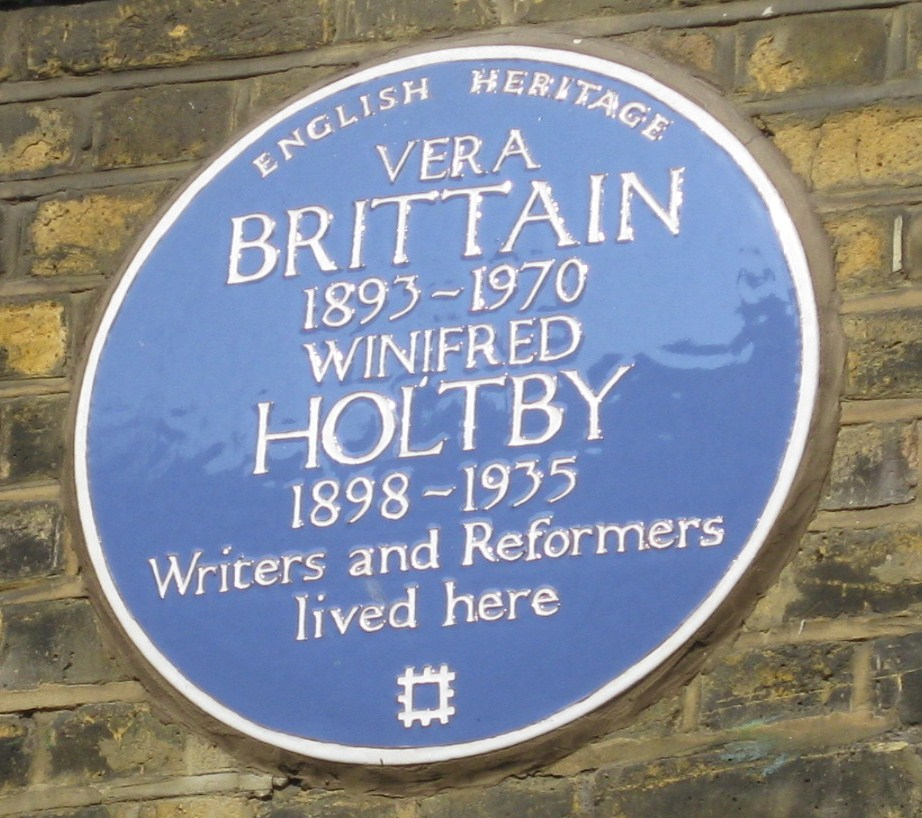
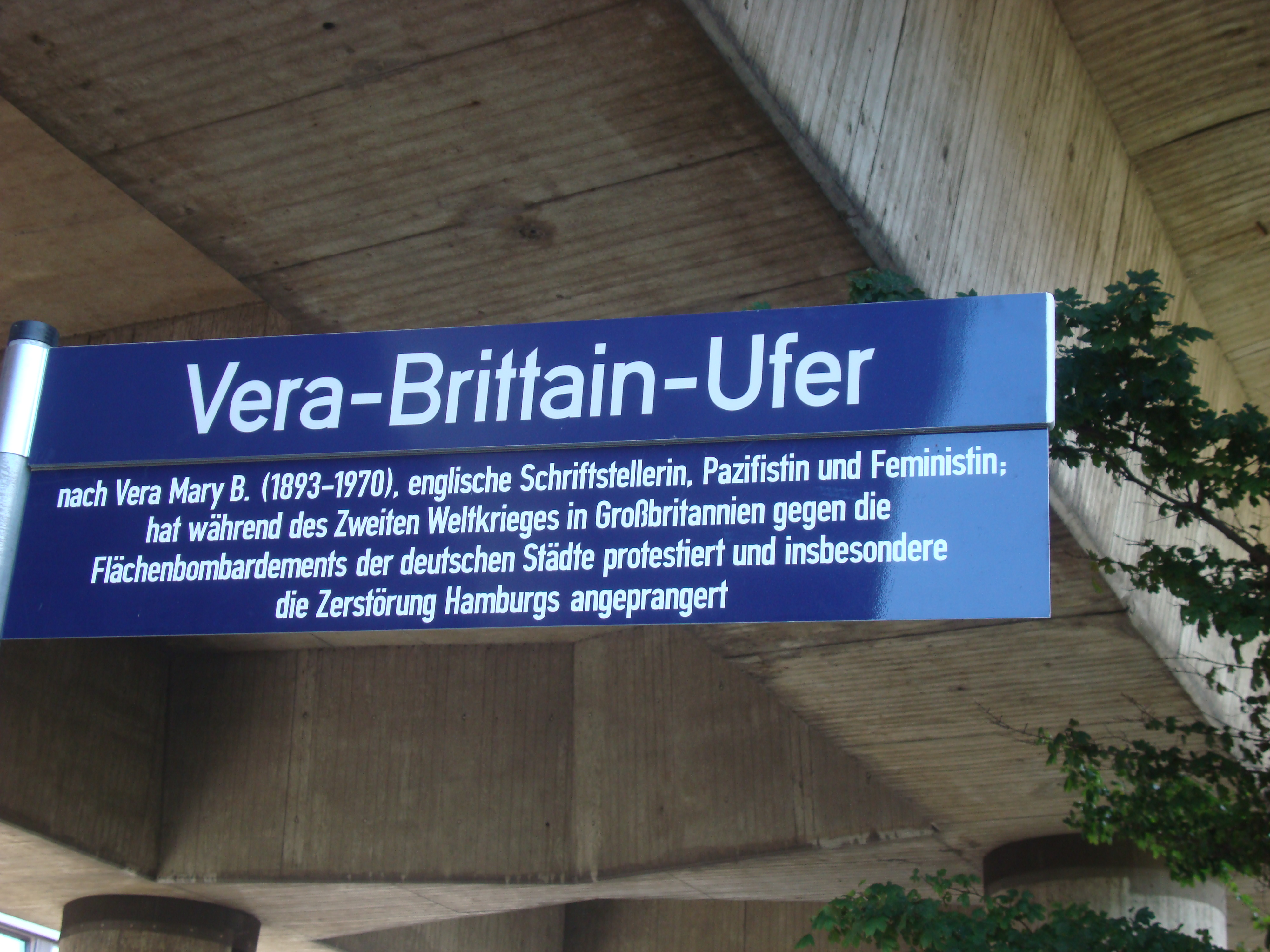

## روابط خارجية
- فيرا بريتن على موقع IMDb (الإنجليزية)
- فيرا بريتن على موقع إن إن دي بي (الإنجليزية)